# Костянтинівка (станція)
Костянти́нівка — вузлова вантажно-пасажирська залізнична станція Лиманської дирекції Донецької залізниці на перетині ліній Костянтинівка — Ясинувата та Слов'янськ — Горлівка  між станціями Кіндратівка (11 км) та Плещеївка (8 км). Розташована в місті Костянтинівка Краматорського району Донецької області по вулиці Олекси Тихого.

## Історія
Станція відкрита 1872 року.
Вокзал тривалий час не працював, з початку бойових дій поблизу міста не приймав поїзди й не обслуговував пасажирів. До початку повномасштабного російського вторгнення в Україну Костянтинівка була кінцевою станцією для 10 поїздів далекого сполучення та понад 15 поїздів приміського сполучення. На початку російського вторгнення вокзал станції Костянтинівка був важливою точкою евакуації населення Донеччини.
У ніч на 25 лютого 2024 року, близько 00:15, залізничний вокзал станції Костянтинівка було зруйновано російськими окупантами із використанням авіаційної бомби КАБ-250. Будівля вокзалу мала історичну та мистецьку цінність.

Зруйнований вокзал станції Костянтинівка російськими окупантами (25 лютого 2024 року)
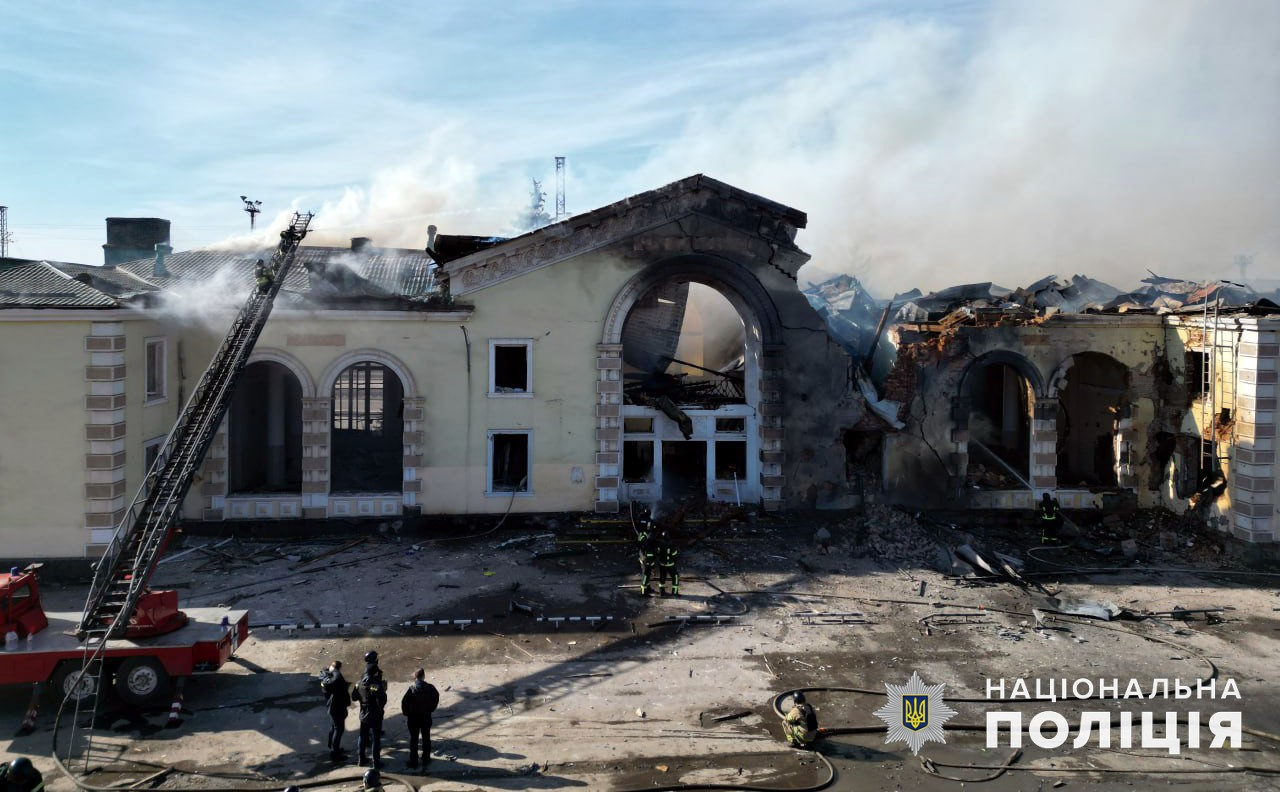
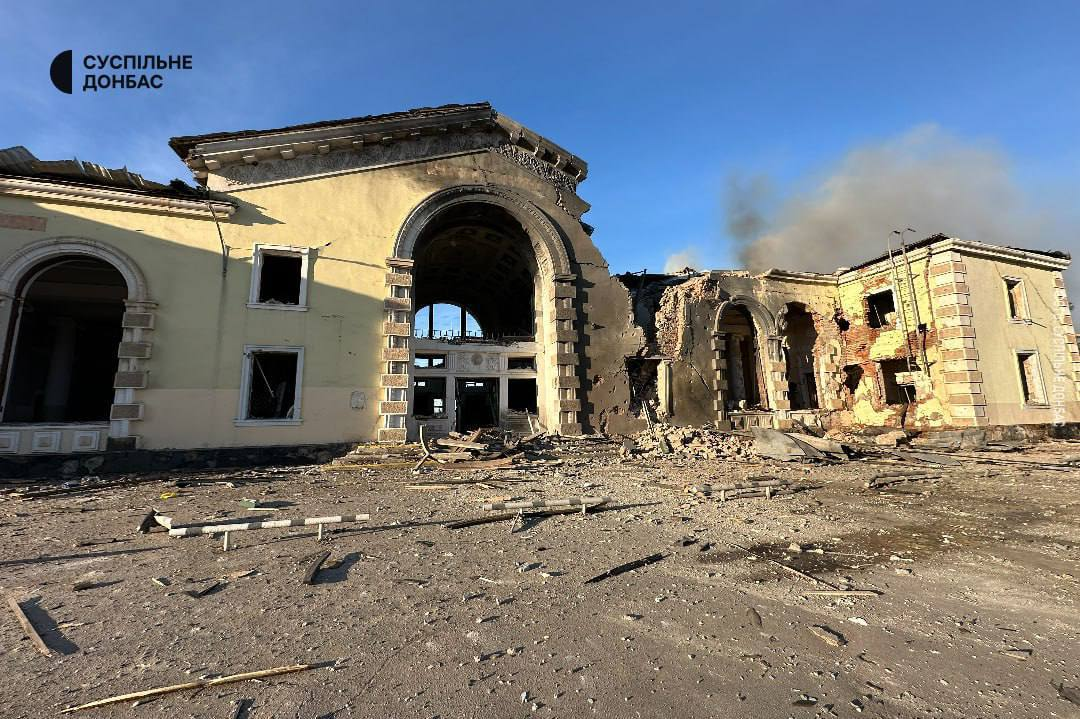
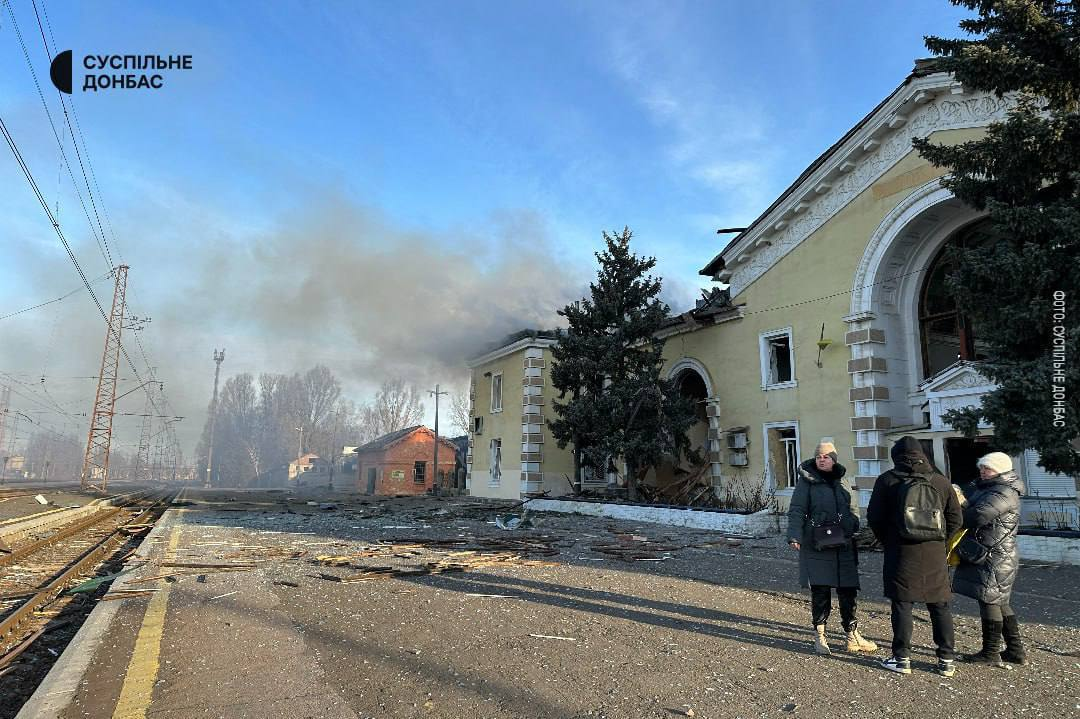

## Пасажирське сполучення
11 грудня 2017 року до Костянтинівки з Івано-Франківська вперше прибув новопризначений нічний експрес № 1/2. Це сталося завдяки наполегливості громадськості, яка вважає, що такі поїзди поліпшують пасажирське сполучення між Східною та Західною Україною.
Наразі станція не працює, була кінцевою для поїздів далекого сполучення, а приміські поїзди прямували до станцій Гаврилівка, Ізюм, Лиман, Святогірськ, Слов'янськ та Фенольна.
| №                                      | Маршрут сполучення                     | Періодичність курсування                         |
| Пасажирські поїзди далекого сполучення | Пасажирські поїзди далекого сполучення | Пасажирські поїзди далекого сполучення           |
| -------------------------------------- | -------------------------------------- | ------------------------------------------------ |
| 1/2 «Єдність»                          | Івано-Франківськ — Костянтинівка       | По непарних числах                               |
| 91/92                                  | Одеса — Костянтинівка                  | Щоденно                                          |
| 123/124                                | Київ — Костянтинівка                   | 3 18.03.2020 скасований, раніше курсував щоденно |
| 125/126                                | Київ — Костянтинівка                   | Щоденно                                          |
| 711/712 «Інтерсіті+»                   | Київ — Костянтинівка                   | Щоденно                                          |
| Приміські поїзди                       |                                        |                                                  |
| 6001                                   | Слов'янськ — Фенольна                  | Щоденно                                          |
| 6234                                   | Костянтинівка — Лиман                  | Щоденно                                          |
| 6022/6002                              | Фенольна — Ізюм                        | Щоденно                                          |
| 6011                                   | Лиман —Скотувата                       | Щоденно                                          |
| 6005/6015                              | Язикове — Фенольна                     | Щоденно                                          |
| 6012                                   | Фенольна — Слов'янськ                  | Щоденно                                          |
| 6003                                   | Ізюм — Скотувата                       | Щоденно                                          |
| 6016/6006                              | Фенольна — Гаврилівка                  | Щоденно                                          |
| 6237                                   | Лиман — Фенольна                       | Щоденно                                          |
| 6024/6004                              | Фенольна — Святогірськ                 | Щоденно                                          |
| 6009                                   | Лиман — Фенольна                       | Щоденно                                          |
| 6244/6238                              | Фенольна — Близнюки                    | Щоденно                                          |
| 6249/6247                              | Ізюм — Фенольна                        | Щоденно                                          |
| 6020/6010                              | Фенольна — Лиман                       | Щоденно                                          |
| 6007/6017                              | Гаврилівка — Фенольна                  | Щоденно                                          |
| 6250                                   | Фенольна — Слов'янськ                  | Щоденно                                          |

## Галерея

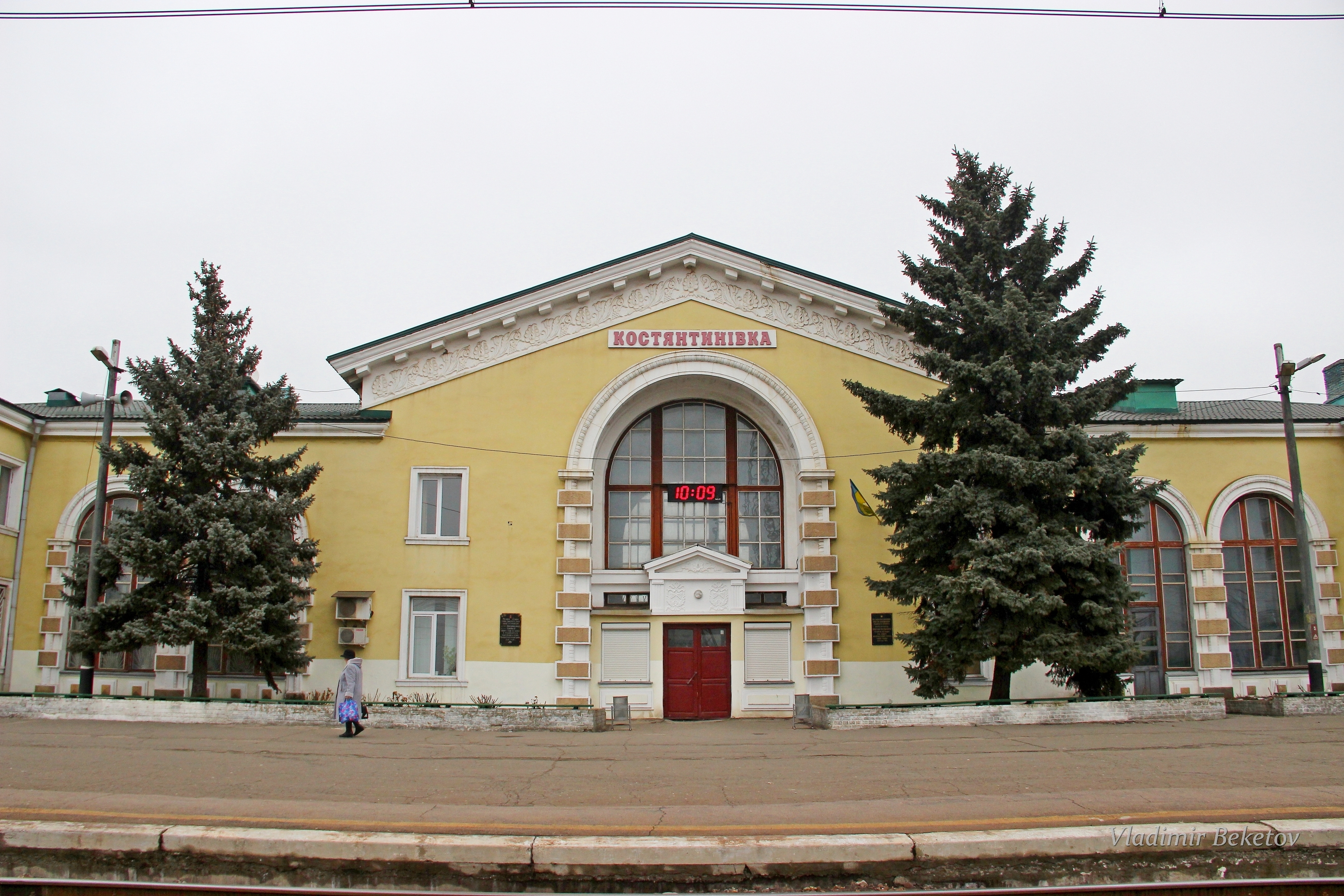
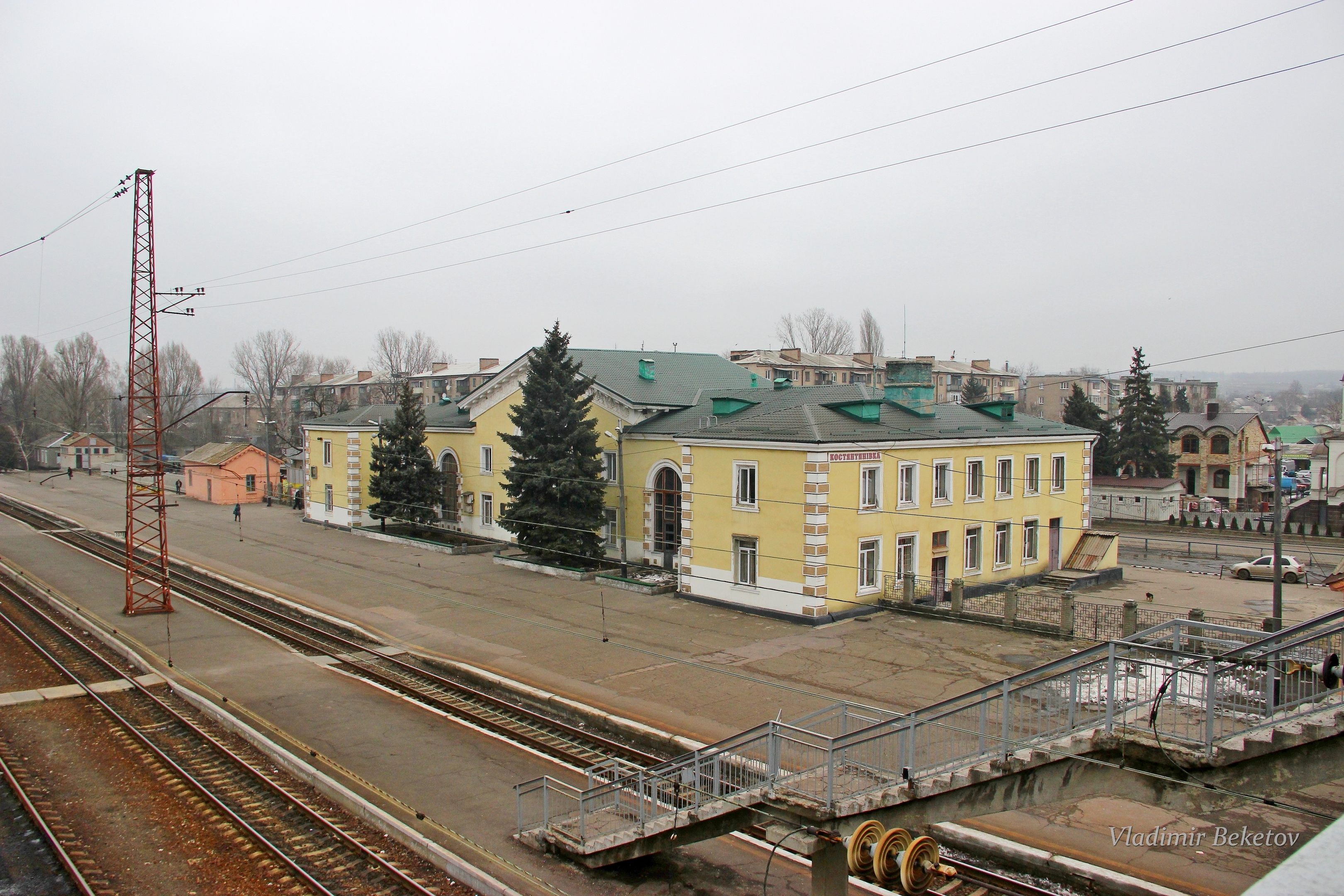
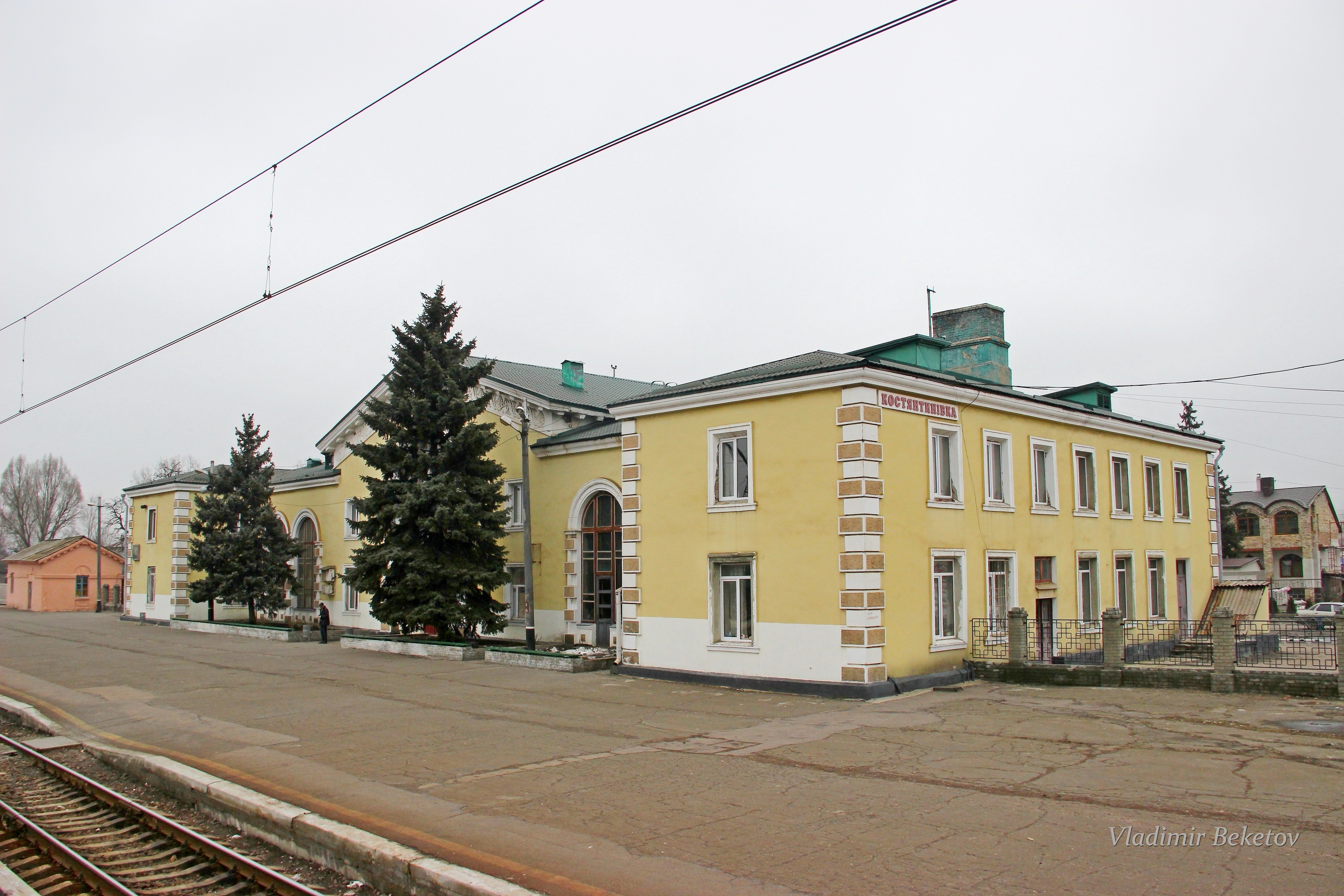
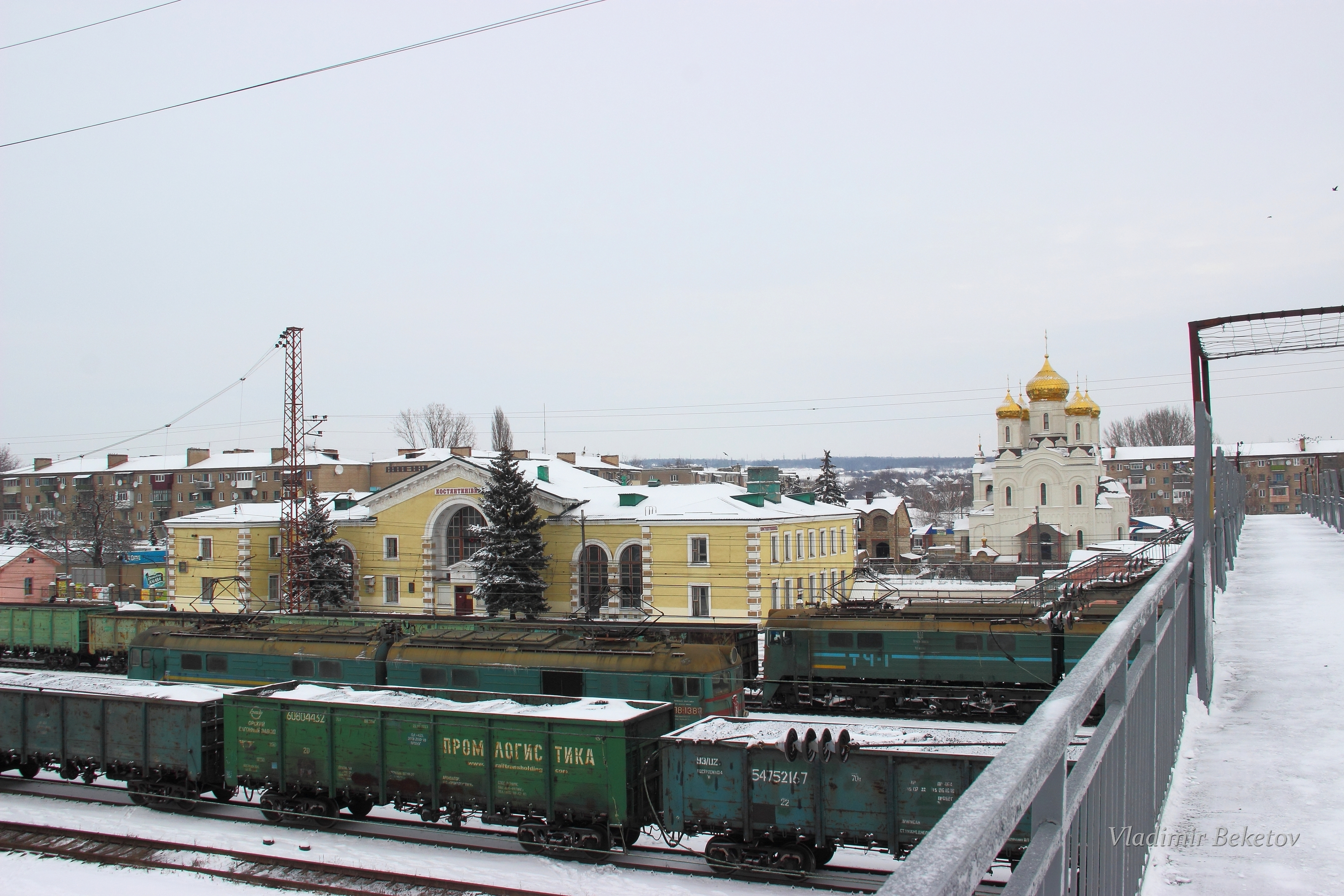
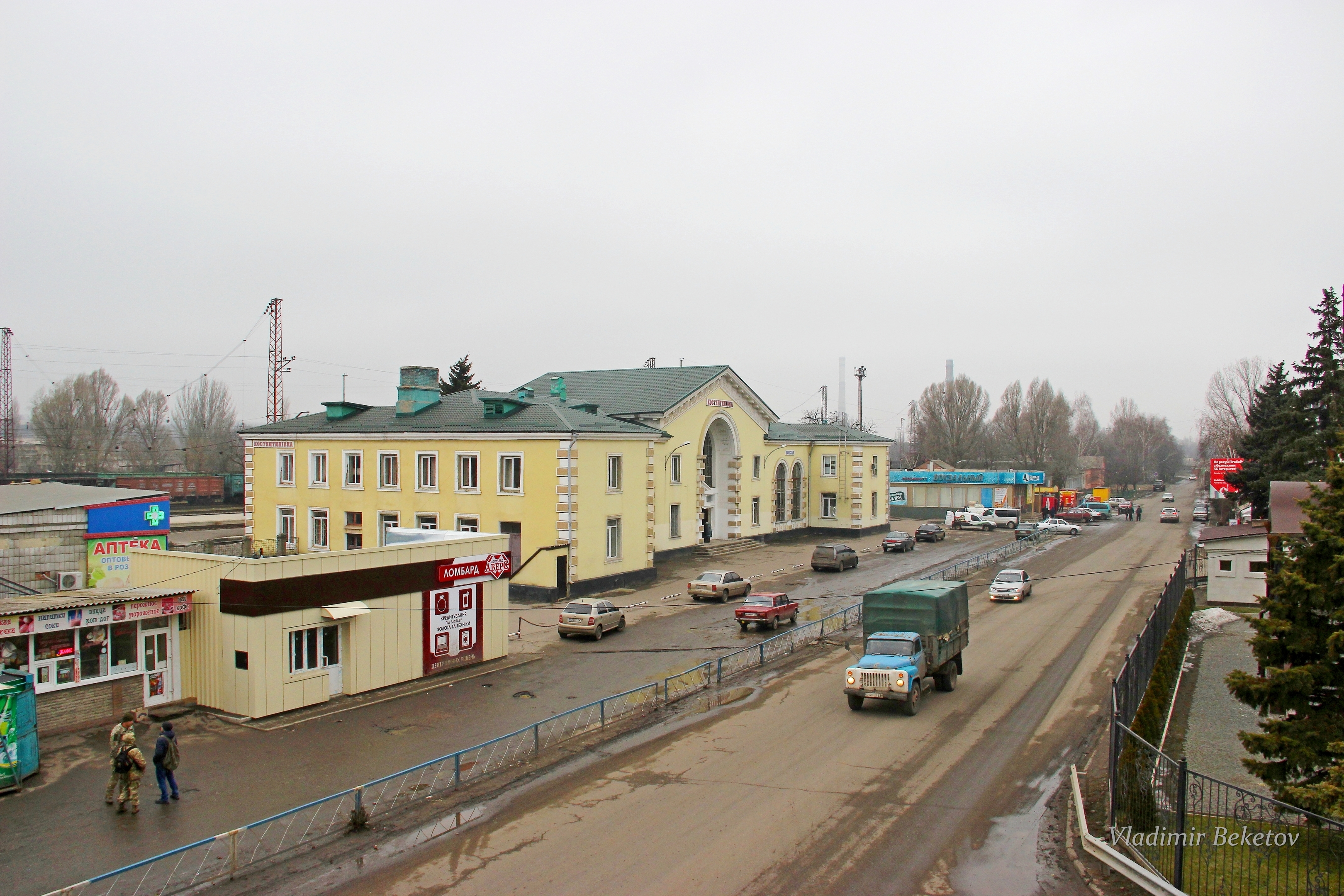
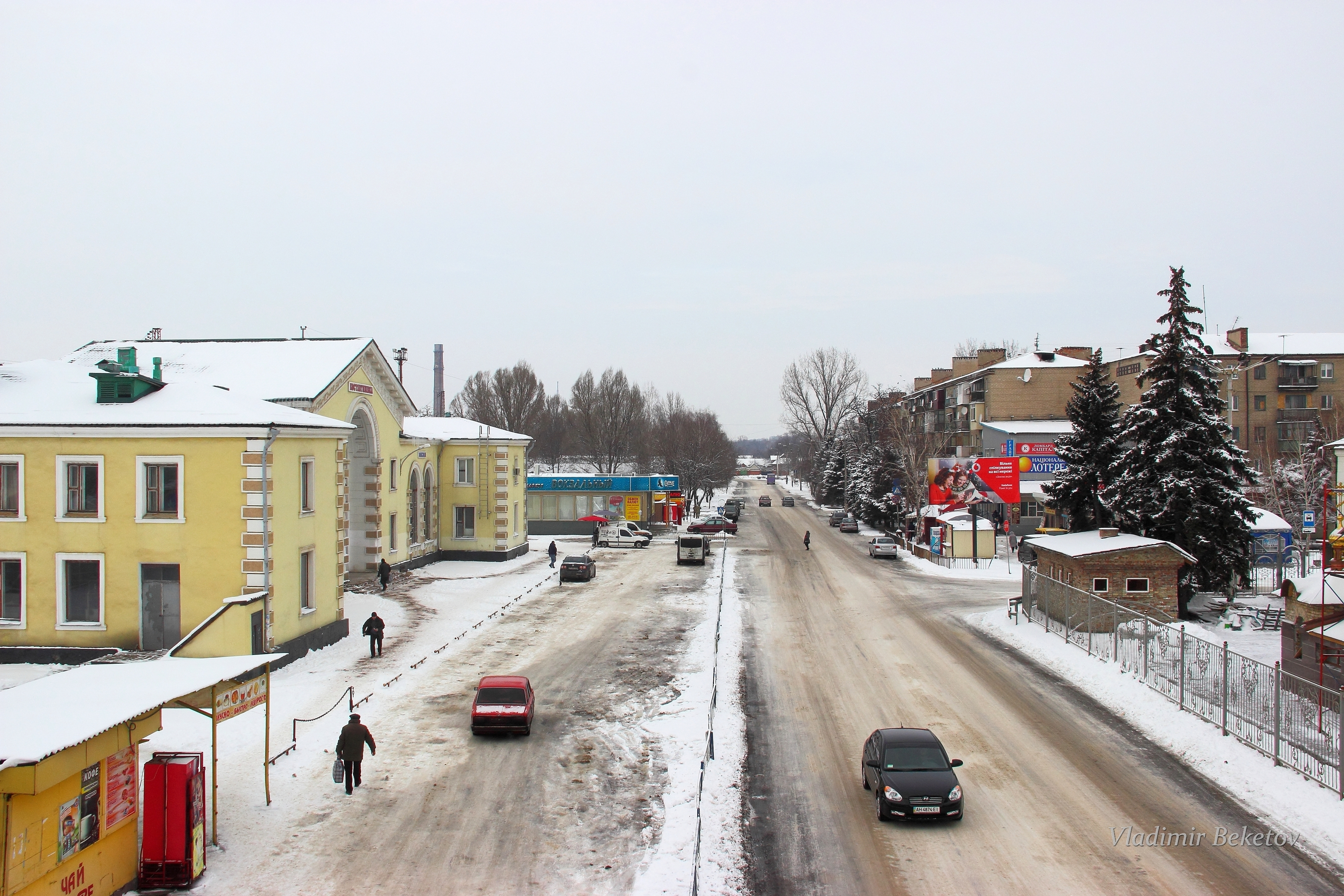